# Dzeko & Torres
Dzeko & Torres war ein kanadisches DJ-Duo, bestehend aus den beiden DJs und Produzenten Julian Dzeko und Luis Raposo Torres. Erste Erfolge feierte das Duo im Jahre 2013 mit der Single Hey sowie 2014 mit einem Remix des Liedes Anywhere For You des Sängers John Martin in Zusammenarbeit dem DJ und Produzenten Tiësto. Mit ihrer Neuauflage des Liedes L’amour toujours feierten sie 2015 ihren ersten Beatport-Nummer-eins-Hit. Aktiv ist das Duo überwiegend in den Genres Big-Room und Progressive House. Aufgrund der bloßen Verwendung der Nachnamen wird oft fälschlicherweise davon ausgegangen, dass ihr Pseudonym auf den erfolgreichen Profifußballern Edin Džeko und Fernando Torres basiert. Im Dezember 2016 beendete das Duo seine dauerhafte Zusammenarbeit.

## Geschichte

### 2006–2010: Gründung
Das Projekt Dzeko & Torres wurde im Jahr 2006 von den beiden DJs Julian Dzeko (* 3. Mai 1992 in Toronto) und Luis Torres (* 26. September 1987 in Toronto) gegründet. Erstmals trafen sie sich als Teenager in einem Online-Forum für Club-Events in Toronto. Torres war zu der Zeit als Grafikdesigner und Fotograf tätig, während Dzeko zur Förderung von Veranstaltungen aktiv war. Dzeko: „Wir beide liebten House-Musik und als ich Tiësto vor 8.000 Menschen live in Toronto spielen sah, beschloss ich mir ein DJ-Equipment zu kaufen und mir das Auflegen beizubringen. Zur gleichen Zeit begann Luis sich mit der Produktion auseinander zusetzen und wir beschlossen von einander zu lernen.“ In den Jahren 2007 und 2008 spielten sie auf Partys aller Altersklassen und machten sich einen ersten Namen in der Clubszene Torontos. Sie fokussierten sich immer mehr auf ihr Interesse an der House-Musik und dessen Subgenres. Kurze Zeit später begannen sie auch gemeinsam eigene Tracks zu schreiben und für bekanntere Künstler co-zu produzieren. Im Jahr 2008 erschien dann ihre erste Solo-Single Confronted, die auf Chuckies Kompilation Dirty Dutch Digitale Vol. 4 vorgestellt wurde.

### 2010–2012: Steigende Bekanntheit durch Remixe

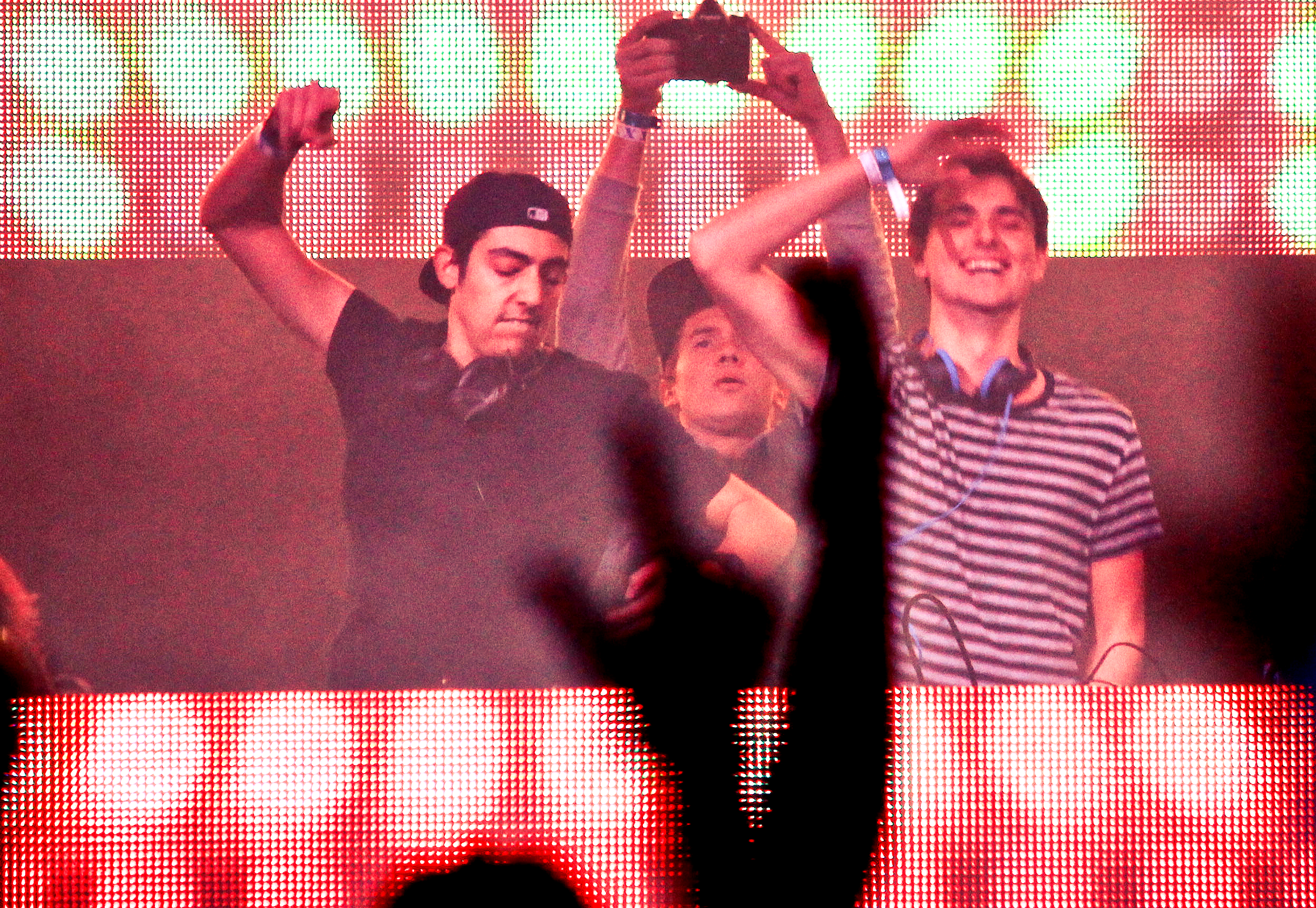
Dzeko & Torres live in London (2012)

Ihre zweite Single Again erschien 2010 in Zusammenarbeit mit dem dänischen Rapper Majid und enthält einen Remix des ebenfalls kanadischen DJ Joe Ghost. Parallel zur Veröffentlichung einer Reihe weiterer Singles eröffneten sie zahlreiche Clubkonzerte größerer DJs. Es folgten Auftritte in der Greater Toronto Area bis hin zu Nightclubs in London (Ontario). Nach und nach wurden bekanntere DJs auf sie aufmerksam und es kam zu Gastauftritten bei Sebastian Ingrosso, Hardwell, Porter Robinson, Erick Morillo, Michael Woods und Quintino.
Anfang 2012 veröffentlichten sie einen inoffiziellen Remix des Liedes King and Lionheart der isländischen Indie-Rock-Band Of Monsters and Men, die durch das Lied Little Talks bekannt ist. Ihre Version des Tracks konnte bis auf Platz 1 in den Song-Charts des MP3-Musikanbieters Hype Machine vorrücken. Die Webseite „Top Sound“ bezeichnete den Bootleg als „Brandstifter“ und sagte: „Der Track übertrifft jeglichen Erfolg der Top-Platzierungen aller relevanter, vorstellbarer Downloadauswertungen. Wer sich noch nicht mit Julian Dzeko und Luis Torres bekannt gemacht hast, verpasst einen der beliebtesten Acts Kanadas. Tolle, melodischen und unleugbare Töne, diese Jungs versehen einfach jeden ihrer Tracks, an dem sie arbeiten, mit voller Lebenskraft.“ In Zusammenarbeit mit dem DJ und Produzenten Michael Woods veröffentlichten sie daraufhin das Lied Diamond Rings über das Plattenlabel „Diffused Records“ sowie einen Remix von Trey Songz Erfolgssingle Heart Attack auf dem Label „Atlantic Records“.
Im Oktober 2012 erschien ihr erster großer Solo-Erfolg Hey. Erstmals gespielt wurde das Lied in Steve Aokis „BBC Radio 1 Essential Mix 2012“. Des Weiteren folgten Verwendungen ihrer Lieder in den Livesets zahlreicher Musiker, darunter von Tiësto bei seiner „Club Life“-Tour und Paul Oakenfolds „Planet Perfecto“-Tournee. In David Guettas Radioshow feierte ihr bis dahin noch unveröffentlichter Track Togi Premiere.

### 2012: Hey EP

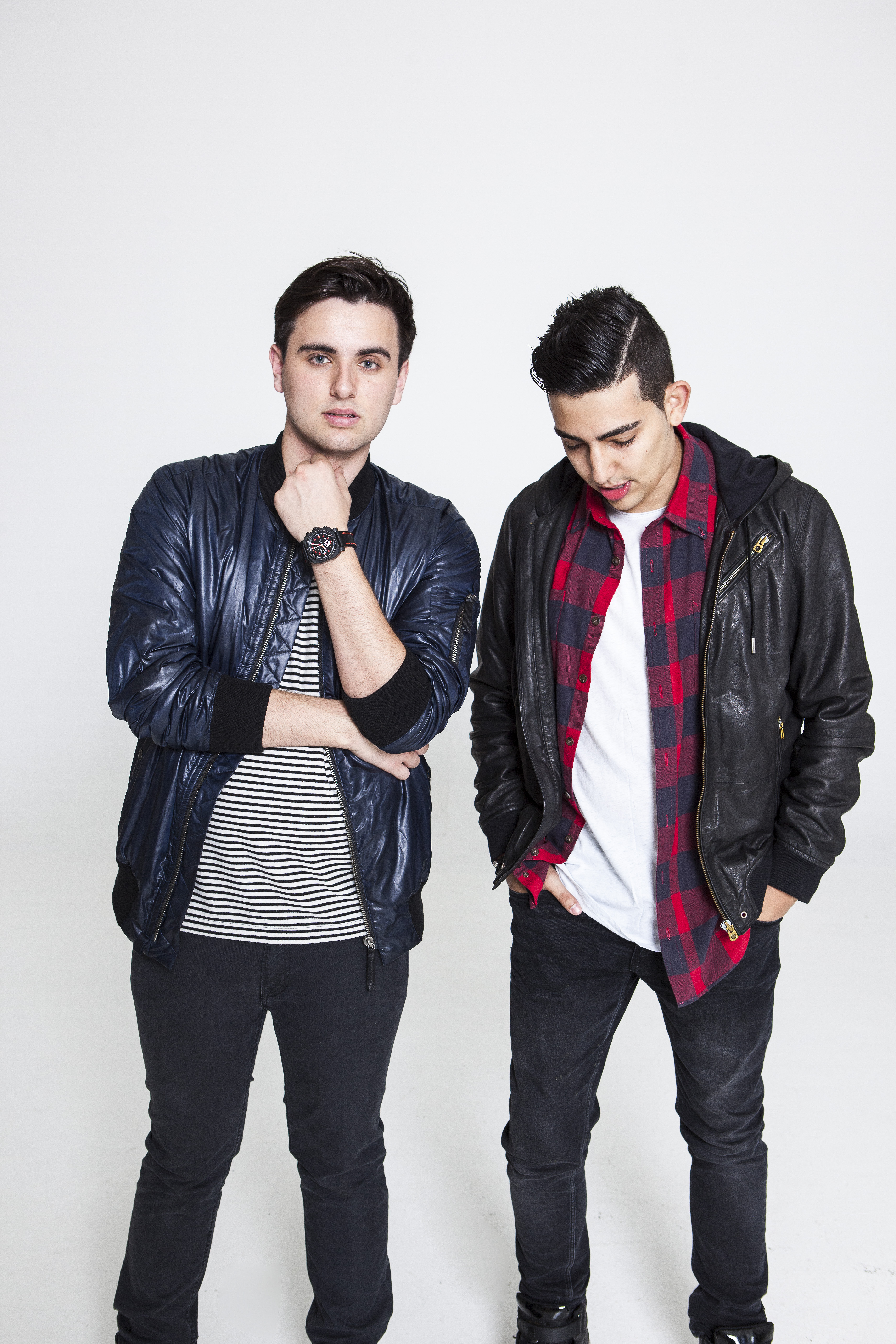
Julian Dzeko (links) und Luis Torres (rechts)

Nach der Veröffentlichung der Single Hey fragte Steve Aoki das Duo, was sie von der gemeinsamen Produktion einer vollständigen EP halten würden. Daraus entstand die gleichnamige Extended Play, die am 18. Dezember 2012 über „Dim Mak Records“ veröffentlicht wurde. Die Musikwebseite „The Dancing Astronaut“ schrieb, dass der Titelsong Hey über eine permanente Bassline und ein kontinuierliches Built-Up bis zum hellen Synth-melodischen Drop verfügt. Elektro Daily bezeichnete das Lied, als eine „hervorragende Electro-House Produktion“: „Die Melodie und die Synth-Verläufe liefern die Basis für den hochwertigen Aufbau der Spur, der sie zum bassversehenden, blutrauschenden Drop führt“.
Der EP-Track Buppy erschien erstmals im Spätherbst des Jahres 2012 in unterschiedlichen Blogs. Eines der ersten Reviews lieferte EarMilk, welcher das Lied auf sein „sehr raffiniertes Tongitter,“ ansprach. Auch „The Dancing Astronaut“ gab wieder Kritik ab. Die Seite schrieb: „Das Lied enthält ähnliche knallharte Electro-Elemente, wie Hey, aber punktet mit einem helleren, mehr pulsierenden Built-up.“ Elektro Daily schrieb, dass Buppy einen tanzbaren, Drop enthalte, kombiniert mit Electro-House- und Moombahton-Elementen. Der letzte Track der EP trägt den Titel Check This Out. Das Lied zeigt die Progressive-House-Seite des Duos, kombiniert mit ihrem Electro-House-lastigen Elementen." Dzeko bezeichnete Check This Out als den Lieblings-EP-Track des Duos: „Der Song verkörpert einen etwas anderen Stil als den, den wir in der Regel produzieren. Er enthält viele Inspirationen von Old-School-Genres, darunter Trance und Hardstyle.“

### 2012–2014: Internationaler Durchbruch
Im Dezember 2012 unterschrieben sie einen Vertrag mit der America′s-Best-Music-Booking-Agentur. Parallel erschien ein offizieller Remix des Liedes Strange Attractor der britischen Indie-Rock-Band Animal Kingdom. Im Januar 2013 erschien das Duo in der Web-Serie „The Aoki-Files“. Dabei gaben sie ein Interview in Miami.
Nachdem Dzeko & Torres bis zum Ende des Jahres 2012 durch ganz Europa und Nordamerika getourt waren, kam es zu Auftritten auf unterschiedlichen Festivals. Im März 2013 debütierte sie auf dem BPM-Festival Mexiko. Danach folgte ihr erster Auftritt vor einer Zuschauerzahl, die über 150.000 zählt. Diesen gaben Dzeko & Torres beim Ultra Music Festival. Noch im selben Monat erschien das Duo beim Winter Music Conference. Weitere Auftritte im Jahr 2013 erfolgten bei Chasing Summer Festival in Kanada, Electric Zoo Festival in New York City, Coachella sowie vor über 200.000 Besuchern bei einem der größten Festivals weltweit, dem Tomorrowland in Belgien.
Mit einem Remix des Liedes Demons der US-amerikanischen Band Imagine Dragons feierten Dzeko & Torres einen weiteren großen Erfolg. Der Progressive-House-Remix zählte allein bei SoundCloud mehrere Millionen Aufrufe. Kurz darauf begann sich das Duo mit Tiësto in Verbindung zu setzen. Sie einigten sich und es folgte ein Plattenvertrag mit seinem Plattenlabel „Musical Freedom“.
Im April 2014 begann die Arbeit mit Tiëstos Plattenlabel. Kurz darauf erfolgte die Veröffentlichung mehrerer Singles. Im Jahr 2014 erschien im Internet ein offizielles Musikvideo eines Remix des Liedes Anywhere For You des schwedischen Singer-Songwriters John Martin. Den Mix produzierten sie in Zusammenarbeit mit Tiësto. Das Video, welches Szenen aus John Martins Original-Video und Aufnahmen von Live-Auftritten der drei DJs zeigt, wurde nach einem Jahr bereits mehrere Millionen Mal aufgerufen und steigerte Dzeko & Torres′ Population ungemein. Ebenfalls 2014 unterzeichnete das Duo einen Vertrag mit dem Label „Monstercat“, einem EDM-Label, welches in Vancouver, Kanada sitzt. Des Weiteren erhielten sie einen Deal mit dem niederländischen Erfolgs-Label „Spinnin’ Records“. Im Juli 2014 führten sie ihre Tour mit einem Auftritt bei der jährlich stattfindenden „White Party“ in Salt Lake City fort.

### 2014–2015: Weltweiter Erfolg

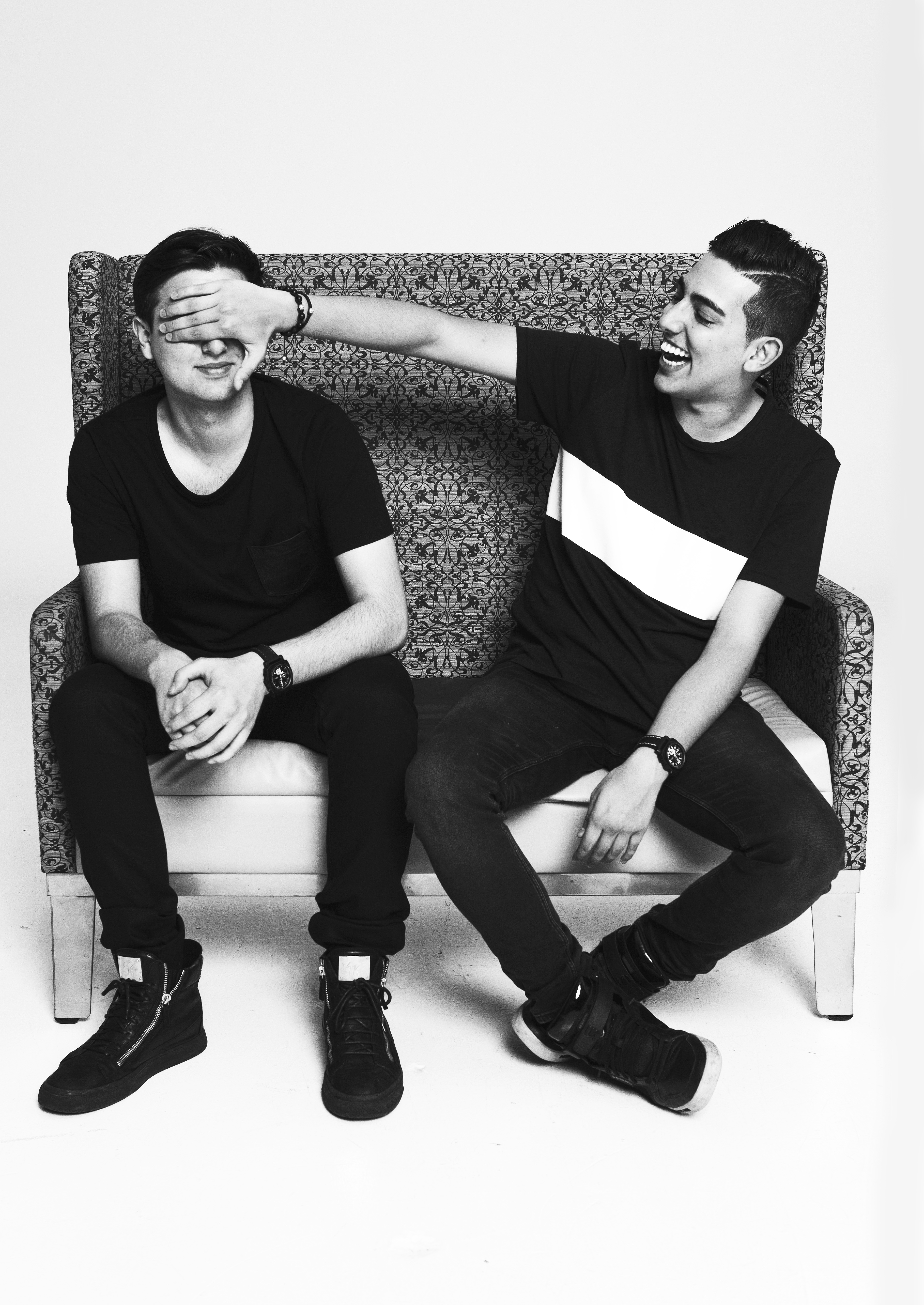
Dzeko & Torres

Im Spätherbst 2014 holten Dzeko & Torres den US-amerikanischen DJ und Produzenten Borgeous, bekannt durch das Lied Tsunami ins Studio. Gemeinsam begannen sie einen Big-Room-Track zu produzieren. Daraus entwickelte sich das Lied Tutankhamun. Das offizielle Musikvideo des Instrumentalstücks wurde von dem offiziellen YouTube-Kanal des Plattenlabels „Spinnin’ Records“ hochgeladen und bis heute mehrere Millionen Mal aufgerufen. Parallel veröffentlichten sie auch den Big-Room-Song Ganja gemeinsam mit MOTi. Im Februar 2015 erschien die Solo-Single des Duos Alarm, welches das derzeit erneut angesagte Trance-Stück Sandstorm des finnischen DJs Darude sampelt. Das Musikvideo zeigt Ausschnitte der Tour des Duos. Danach folgte das Release des Progressive-House-Tracks For You, den sie in Zusammenarbeit mit dem US-amerikanischen Schauspieler und DJ Maestro Harrell aufnahmen. Vocals steuerte das US-amerikanische Singer-Songwriter-Duo Delora bei. Der Progressive-House-Track erschien am 22. März 2015. Parallel erschien auch das offizielle Musikvideo des Liedes, in dem alle fünf Musiker sowohl in einem Freizeitpark als auch bei einem Live-Auftritt zu sehen sind.
Am 27. März 2015 spielten sie gemeinsam mit Tiësto live beim Ultra Music Festival in Miami eine Neuaufnahme des Liedes L’amour toujours des italienischen DJs Gigi D’Agostino. Bereits einen Tag zuvor spielte das Duo den Track bei einem Auftritt im Nightclub „Liv“ in Miami. Gerüchten zufolge stellt die Coverversion die nächste Single des Duos dar. Wenige Tage später erschien ein Fan-made-Musikvideo des Songs im Internet, welches nach nur wenigen Wochen mehrere Zehntausend Mal aufgerufen wurde und selbst von Dzeko & Torres promotet wurde. Bereits im Vorfeld erhielt das Lied zahlreiche positive Bewertungen, insbesondere für die Vocals der US-amerikanischen Sängerin Delaney Jane. Noch vor Release des Liedes am 7. September 2015, erschien am 11. Mai 2015 das Lied Air als Single. Auch hier steuerte Delanay Jane den Gesang bei. Bereits nach wenigen Tagen stand der Track auf Platz-1 der Beatport-Top-100, wo er mehrere Wochen verweilte.

### 2016: Trennung
Ende 2016 beendeten Dzeko & Torres ihre dauerhafte Zusammenarbeit. Dzeko nannte als Grund, dass sie Probleme mit dem Management von Studiozeit und Touring hätten und dies mit den eigenen Interessen kollidierte. Torres wolle sich mehr auf die Studioarbeiten konzentrieren, während Dzeko seine Leidenschaft mehr im Auflegen wiederfand. Die erste Single nach Trennung kam von Dzeko und erschien unter dem Titel Liberty. Jedoch erzählten sie, dass sie das Projekt nicht vollständig auflösen wollen, sondern der Fokus lediglich auf den Solokarrieren liegen soll. Somit wurden zukünftige Kollaborationen nicht ausgeschlossen.

## Stil und Ausstattung
Während sie mit Tech-House begannen, ist ihr derzeitiger Stil dem Progressive-, Electro- und Big-Room-House zuzuordnen. Ihre Einflüsse kann man auf DJs wie Avicii, Lazy Rich, Umek und Alesso zurückverfolgen. Torres erklärte ihren Stil: „Wir spielen und produzieren eine Kombination aus Big-Room, Electro- und Progressive-House. Aber abgesehen von unserem Stil, den wir Live spielen und produzieren, lieben wir auch Genres wie Tech- und Deep-House sowie auch Indie-Rock, und alles dazwischen.“
Beide Mitglieder haben das Mischen mit der Software FL Studio gelernt. Torres lernte Klavier, bevor er mit dem Produzieren begann. Des Weiteren ist er auch für die Keyboards zuständig. Das Duo verwendet Audioprodukte des Unternehmens V-Moda, das Sitz in Kalifornien hat. Die Firma erstellt ebenfalls eine Liste der aus ihrer Sicht Top 200 DJs, unter denen auch Dzeko & Torres zu finden sind.

## Diskografie

### EPs
- Hey EP (2012)

### Singles
2008:
- Confronted

2010:
- Again (feat. Majid)
- Trick Me

2011:
- Get F'd Up (mit dBerrie)
- Sour
- Friction

2012:
- Diamond Rings (mit Jed Harper & Michael Woods)
- Y3AH (vs. ANSOL)
- Hey
- Buppy
- Check This Out

2013:
- Any Day (mit Jus Jack feat. Gallantry)
- Togi (mit Crossways)
- Hurricane (mit Sarah McLeod)
- Down to This (mit Chuckie)

2014:
- Highline
- Galaxy (feat. Aleesia Rio)
- Tutankhamun (mit Borgeous)
- Ganja (mit MOTi)
- TIO (mit Defners)

2015:
- Steel Drums
- Alarm
- For You (mit Maestro Harrell feat. Delora)
- Air (feat. Delaney Jane)
- Lose Your Mind (mit Andres Fresko)
- L’amour toujours (feat. Delaney Jane) (Tiësto Edit)

2016:
- Home (feat. Alex Joseph)
- Care For Me (feat. Hellberg)

### Remixe
2010:
- Alternative Reality & Christian Planes feat. Crystal – I Gotta Have Your Love

2011:
- Jus Jack feat. Black Dogs – Can't Wait
- Yug feat. SoJay – Doin′
- Tiësto – Just Can′t Wait

2012:
- Of Monsters and Men – King and Lionheart
- Chuckie – Who Is Ready To Jump
- Animal Kingdom – Strange Attractor
- Lenny Kravitz – I Can′t Be Without You (mit DJ Ruckus & dBerrie)
- Kryder feat. Bo Bruce – Damaged

2013:
- Chuckie feat. Amanda Wilson – Breaking Up
- Steve Aoki feat. Rob Roy – Ooh
- Trey Songz – Heart Attack
- Capital Cities – Safe and Sound (Dzeko & Torres′ Digital Dreamin Remix)
- Imagine Dragons – Demons (Dzeko & Torres′ Sunset Remix)

2014:
- Twenty One Pilots – Guns For Hands
- Pegboard Nerds – Bassline Kickin
- John Martin – Anywhere for You (vs. Tiësto)
- Oh Honey – Be Okay
- Krewella – We Are One
- Zhu – Faded
- Cash Cash – Surrender
- Little Daylight – My Life

2015:
- Odesza – All We Need
- Kygo feat. Conrad – Firestone